# 森崎胡桃
森崎胡桃是日本漫畫家、插畫家，主要創作成人漫畫。從1999年和森山友明一起運營同人社團「C.A.T」。

## 作品
成人漫畫短篇集
- First（Core Magazine 2005年4月20日發售、ISBN 978-4-87734-809-0）
- spring（Core Magazine 2006年3月10日發售、ISBN 978-4-87734-964-6）
- Precious
  - 初回限定版（Core Magazine 2007年3月10日發售、ISBN 978-4-86252-143-9）
  - 普及版（Core Magazine 2007年6月1日發售、ISBN 978-4-86252-198-9）

一般漫畫
- 死神與巧克力百匯（花凰神也原作、富士見書房「月刊Dragon Age」2007年2月號-12月號連載）
  - 第1冊（2007年8月9日發售、ISBN 978-4-04712-507-0）
  - 第2冊（2008年2月9日發售、ISBN 978-4-04712-534-6）
- （Lime原作、角川書店「月刊Comp-Ace」2008年2月號-7月號連載）
  - 全1冊（2008年6月26日發售、ISBN 978-4-04715-069-0）
- FairlyLife（HOOKSOFT原作、角川書店「月刊Comp-Ace」2008年11月號-2009年1月號連載、無單行本）
- （原創作品、富士見書房「月刊Dragon Age」2009年1月號-連載結束）
- 架向星空之橋（feng原作、角川書店「月刊Comp-Ace」2011年6月-連載結束，單行本共兩集）

其他
- 交換卡片遊戲《Lycee》的插畫

## 外部連結
- C.A.T -CreativeArtTeam （页面存档备份，存于）